# Блажек, Вацлав
Вацлав Блажек (чеш. Václav Blažek; род. 23 апреля 1959, Соколов, Чехословакия) — чешский лингвист, специалист по исторической лингвистике, профессор Университета имени Масарика (Брно, Чехия), также преподаёт в Западночешском университете (Пльзень, Чехия).
В сферу его исследований входят сравнительная история индоевропейских, уральских, алтайских, афразийских языков, математическая лингвистика (лексикостатистика и глоттохронология), этнолингвистика. Также активно интересуется историко-лингвистическими реконструкциями, включая гипотезы о прамировом языке, ностратической и дене-кавказской макросемьях.
В книге «Числительные» (Numerals) Блажек рассматривает названия числительных в различных неродственных языковых семьях Евразии и Африки.
Г. Старостин считает В. Блажека «де-факто представителем Московской школы компаративистики за рубежом».